# (24259) Chriswalker
(24259) Chriswalker est un astéroïde de la ceinture principale.

## Description
(24259) Chriswalker est un astéroïde de la ceinture principale. Il fut découvert le 12 décembre 1999 à l'observatoire Goodricke-Pigott par Roy A. Tucker. Il présente une orbite caractérisée par un demi-grand axe de 2,33 UA, une excentricité de 0,18 et une inclinaison de 23,8° par rapport à l'écliptique.

## Compléments